# Maravillas (revista)
Maravillas fue, en un principio, un suplemento de la revista infantil Flechas y Pelayos, vinculada a la Falange Española Tradicionalista y de las JONS, se publicó semanalmente desde 1939 hasta 1954, con 705 números ordinarios y 10 almanaques.

## Trayectoria
En su primera etapa como suplemento de Flechas y Pelayos tenía formato apaisado, e igual que esta, estaba editada por la Delegación Nacional del Frente de Juventudes y dirigida por fray Justo Pérez de Urbel.
Entre sus colaboradores destaca Gloria Fuertes. Ejemplo de esta colaboración la historieta No hay mal que dure siempre, aparececida en la portada del número 82 de Maravillas, del 3 de abril de 1941.
A partir del número 500 cambió a formato vertical y obtuvo más difusión como suplemento infantil del periódico Arriba. Para terminar siendo una revista de historietas infantil (del nº 618 hasta el 705).

## Contenido
En su interior, encontrábamos historietas para los lectores más pequeños, muñecas recortables, cuentos y poemas, entre los que destacaba Gloria Fuertes y sus Historias de Coleta. 
En el aspecto gráfico pasaron por la revista dibujantes como José Luis Moro con su estilo Disney y, más tarde, creador de la Familia Telerín. También José Alcaide Irland, Maria Claret, Gabriel Arnao Crespo, Ardel y Vázquez entre otros.